# 储光羲
儲光羲（706年—760年），润州延陵县（今属常州市金坛区金城镇）人，唐代詩人。
神龍二年（706年）出生，開元十四年（726年）嚴迪榜進士，與崔國輔、綦毋潛同年進士。唐玄宗時任小官，一度離任隱居終南山，後又復出，天寶十五載（756年）升遷至監察御史。安史之亂期間，在叛亂方勢力任職。平亂之後，以罪貶官南方，寶應元年（762年）遇赦，不久卒。

## 詩風
詩風屬於王孟山水田園詩派，苏轍稱储光羲高处似陶渊明。
儲光羲的詩風質樸，比較側重描寫田園生活的閒適，詩作有《樵夫詞》、《釣魚灣》、《田家即事》、《田家雜興》等。錢鍾書说到：“苏辙称赞参寥的诗酷似储光羲，参寥回答说：某平生未闻光羲名，况其诗乎？”

## 唐詩作品賞析

### 田家雜興
- 種桑百餘樹，種黍三重畝，衣食既有餘，時時會賓友，
- 夏來菰米飯，秋至菊花酒，孺人喜逢迎，稚子解趨走，
- 日暮閒園裏，團團蔭榆柳，酩酊乘夜歸，涼風吹戶牖，
- 清淺望河漢，低昂看北斗，數甕猶未開，來朝能飮否。

### 長安道
- 鳴鞭過酒肆
- 袨服遊倡門
- 百萬一時盡
- 含情無片言

### 洛陽道
- 大道直如髮
- 春日佳氣多
- 五陵貴公子
- 双双鳴玉珂

## 人物评价
储光羲的诗多以写田园山水而著名。如<田家即事>、<同王十三维偶然作>、<牧童词>、<钓鱼湾>、<田家杂兴>等,风格朴实,内在含蓄，能够寓细致缜密的观察于浑厚的气韵之中，其诗在展现出田园风光的同时，也展现出了诗人的乡村之情，表现出作者亲身体验过乡村的感受。生活气息浓厚，让人感觉真实。
唐代殷璠编选《河岳英灵集》赞誉储光羲的诗集“格高调逸，趣远情深，削尽常言，挟、风雅之迹，浩然之气”；并高度评价储光羲，可以和王昌龄相提并论，认为“两贤气同体别”，都是展现并且继承曹植、刘桢、潘岳、陆机的诗风。宋代苏辙亦推崇储光羲。
《四库全书总目》说：他的诗“源出陶潜，质朴之中，有古雅之味，位置于王维、孟浩然间，殆无愧色。”
清代沈德潜《说诗晬语》说：“陶诗胸次浩然，其中有一段渊深朴茂不可到处。唐人祖述者，王右丞有其清腴，孟山人有其闲远，储太祝有其朴实，韦左司有其冲和，柳仪曹有其峻洁，皆学焉而得其性之所近。”